# Ahn Nae-sang
Ahn Nae-sang (en hangul: 안내상, en hanja:安內相, romanizado: An Nae-sang; Daegu; 25 de diciembre de 1964) es un actor surcoreano de cine, televisión y teatro.

## Biografía
Tiene una hermana menor (quien estuvo casada con el actor Sol Kyung-gu). Tiene también una hija.
Estudió teología en la Universidad Yonsei.

## Carrera
Es miembro de la agencia "STARIT Entertainment" (스타잇 엔터테인먼트). Previamente fue miembro de la agencia "Mersenne Entertainment".
En abril de 2006 se unió al elenco recurrente de la serie Famous Princesses (también conocida como "The Infamous Chil Sister"), donde interpretó a Wang Sun-taek, un padre divorciado con dos hijas.
En septiembre de 2007 se unió al elenco de la serie First Wives' Club, donde dio vida a Han Won-soo, el esposo de Na Hwa-shin (Oh Hyun-kyung).
En septiembre de 2008 se unió al elenco recurrente de la serie Tazza, donde interpretó a Myung-soo, el padre de Kim Goni (Jang Hyuk).
En el 2009 se unió al elenco recurrente de la serie The Slingshot (también conocida como "A Man's Story"), donde dio vida a Kim Wook, el hermano de Kim Shin (Park Yong-ha). Ese mismo año apareció en la serie Swallow the Sun, donde interpretó a Lee Soo-chang, un soldado y líder de tropa que lucha contra Kim Il-hwan (Jin Goo). El 17 de octubre del mismo año se unió al elenco principal de la serie Three Brothers, donde dio vida a Kim Geon-kang, el hijo mayor de la familia Kim, hasta el final de la serie el 13 de junio de 2010.
El 30 de agosto de 2010 se unió al elenco recurrente de la serie Sungkyunkwan Scandal, donde interpretó a Jeong Yak-yong, un filósofo coreano durante la dinastía Joseon.
El 19 de septiembre de 2011 se unió al elenco principal de la serie High Kick: Revenge of the Short Legged, donde dio vida a Ahn Nae-sang, el calculador, orgulloso e irascible patriarca de la familia Ahn, un hombre que luego de ser estafado tiene que declararse en quiebra y huir de sus acreedores, hasta el final de la serie el 29 de marzo del 2012.Ese mismo año se unió al elenco recurrente de la serie Glory Jane, donde interpretó a Yoon Il-goo, el presidente de una empresa comercial y padre de Yoon Jae-in (Park Min-young), quien es asesinado por su mejor amigo.
En enero de 2012 se unió al elenco recurrente de la serie Moon Embracing the Sun, donde dio vida al Rey Sung-jo, el padre de los príncipes Lee Hwon (Kim Soo-hyun), Yang-myung (Jung Il-woo) y la princesa Min-hwa (Nam Bo-ra), un hombre atormentado por la muerte de su amado medio hermano y el conocimiento de que su propia madre lo mató para asegurar el trono. El 20 de mayo del mismo año se unió al elenco principal de la tercera temporada de la serie God's Quiz, titulada "God's Quiz Season 3" donde interpretó al detective Bae Tae-shik, hasta el final de la serie el 12 de agosto del mismo año.
En octubre de 2013 se unió al elenco recurrente de la serie Medical Top Team, donde dio vida al doctor Jang Yong-seop, el jefe de cirugía.
En abril de 2014 se unió al elenco recurrente de la serie Jang Bo-ri is Here!, donde interpretó a Jang Soo-bong, el esposo de In-hwa (Kim Hye-ok) y padre de Jang Bo-ri (Oh Yeon-seo). El 12 de diciembre del mismo año se unió al elenco recurrente de la serie Maids (también conocida como "More Than a Maid"), donde dio vida a Lee Bang-won, quien más tarde se convertiría en el Rey Taejong, el tercer rey de la dinastía Joseon.
En enero del 2015 se unió al elenco recurrente de la serie Kill Me, Heal Me, donde interpretó a Cha Joon-pyo, el padre de Cha Do-hyun (Ji Sung).En abril del mismo año se unió al elenco recurrente de la serie Love on a Rooftop, donde dio vida a Yoon Dae-ho, el padre de Yoon Seung-hye (Im Se-mi). En octubre del mismo año se unió al elenco principal de la serie Songgot: The Piercer (también conocida como "Awl" y/o "Drill"), donde interpretó a Goo Go-shin, un gánster que ha vivido toda su vida con sus propias creencias y lucha por la injusticia, hasta el final de la serie el 29 de noviembre del mismo año.
En abril del 2016 se unió al elenco recurrente de la serie Entertainer donde dio vida a Byung Sa-jang, el presidente y dueño de un estudio de ensayo de música utilizado por "Entertainer Band" ubicado en Hongdae, que solía trabajar en "KTOP". En junio del mismo año se unió al elenco recurrente de la serie 38 Revenue Collection Unit (también conocida como "Squad 38"), donde interpretó a Cheon Gap-soo, el alcalde de Seowon. El 3 de agosto del mismo año apareció en la película The Last Princess, donde dio vida a Kim Hwang-jin, un chambelán de la corte y tío del periodista Kim Jang-han (Park Hae-il). Ese mismo año apareció en la serie Love in the Moonlight donde volvió a interpretar al filósofo Jeong Yak-yong. A finales del año se unió al elenco recurrente de la serie Solomon's Perjury, donde dio vida al detective Go Sang-joong, el padre de la joven estudiante Go Seo-yeon (Kim Hyun-soo).
En abril del 2017 se unió al elenco recurrente de la serie Sister Is Alive (también conocida como "Band of Sisters"), donde interpretó a Na Dae-in, el suegro de Kang Ha-ri (Kim Ju-hyeon). En septiembre del mismo año se unió al elenco recurrente de la serie Temperature of Love donde dio vida a On Hae-kyung, el padre de On Jung-seon (Yang Se-jong). A finales del mismo año se unió al elenco de la serie Just Between Lovers (también conocida como "Rain or Shine"), donde interpretó a Ha Dong-chul, el padre de Ha Moon-soo (Won Jin-ah).
En mayo de 2018 se unió al elenco recurrente de la serie Miss Hammurabi, donde dio vida a uno de los jueces presidentes de la Sede Suprema del Distrito Central de Seúl. Ese mismo mes se unió al elenco recurrente de la serie Lawless Lawyer, donde interpretó a Choi Dae-woong, un gánster y líder de una pandilla en Seúl y tío del abogado Bong Sang-pil (Lee Joon-gi), quien se rige por el sentido del honor y no cree en el asesinato.En septiembre del mismo año se unió al elenco recurrente de la serie The Guest, donde dio vida al sacerdote Yang Yoon-mo.Ese mismo año se unió al elenco recurrente de la serie Heart Surgeons, donde interpretó a Koo Hee-dong, el padre del cirujano torácico Koo Dong-joon (Choi Dae-hoon).
En enero de 2019 se unió al elenco recurrente de la serie Blessing of the Sea, donde dio vida a Shim Hak-kyu, el padre de Shim Chung-yi (Lee So-yeon). El 9 de febrero del mismo año apareció por primera vez como invitado en la serie Legal High, donde interpretó a Seo Dong-soo, el padre de la abogada Seo Jae-in (Seo Eun-soo). Ese mismo mes se unió al elenco recurrente de la serie The Light in Your Eyes, donde dio vida a Kim Dae-sang, el padre de Kim Hye-ja (Han Ji-min).En marzo del mismo año se unió al elenco recurrente de la serie The Banker donde interpretó a Yook Kwan-shik, uno de los empleados del "Korean Bank". Ese mismo año se unió al elenco recurrente de la serie Designated Survivor: 60 Days, donde dio vida a Kang Sang-goo, el antiguo alcalde de Seúl durante tres períodos. En octubre del mismo año se unió al elenco de la serie My Country (también conocida como "My Country: The New Age"), donde interpretó a Nam-jeon, el padre de Nam Sun-ho (Woo Do-hwan).
En febrero de 2020 se unió al elenco recurrente de la serie Hi Bye, Mama!, donde dio vida al doctor Jang, quien trabaja junto al cirujano Jo Kang-hwa (Lee Kyu-hyung).El 1 de julio del mismo año se unió al elenco principal de la serie Into the Ring (también conocida como "The Ballot"), donde interpretó a Jo Maeng-deok, el padre de Seo Gong-myung (Park Sung-hoon), una persona calculadora que está dispuesta a usar a sus hijos para su propio beneficio, hasta el final de la serie el 20 de agosto del mismo año.

## Filmografía

### Series de televisión
| Año     | Título                                          | Personaje                        | Notas                               | Ref.          |
| ------- | ----------------------------------------------- | -------------------------------- | ----------------------------------- | ------------- |
| 2004    | Anagram                                         | Seo Jeong-mun                    | Drama City - 1 episodio             |               |
| 2004    | Not Alone                                       | Editor en Jefe                   |                                     |               |
| 2005    | Sharp Season 2                                  | Choi Sung-beom                   |                                     |               |
| 2005    | 18 vs. 29 (Eighteen, Twenty-Nine)               | Seo Yoon-oh                      |                                     |               |
| 2005    | Oh! Sarah                                       | Il-du                            | Drama City - 1 episodio             |               |
| 2005    | Love Hymn                                       | Chef                             |                                     |               |
| 2005    | Resurrection                                    | Yoo Gun-ha                       |                                     |               |
| 2006    | Sharp Season 3                                  | Choi Sung-beom                   |                                     |               |
| 2006    | Famous Princesses                               | Wang Sun-taek                    |                                     |               |
| 2006    | Dream of Salmon                                 | Gu Tae-joon                      | 2 episodios                         |               |
| 2006    | Dasepo Naughty Girls                            | Maestro de Radish                |                                     |               |
| 2007    | The Return of Shim Chung                        | Magistrado Hwang                 | 2 episodios                         |               |
| 2007    | Conspiracy in the Court                         | Rey Jeongjo                      | 8 episodios                         |               |
| 2007    | Temptation of Eve                               | Kim Sang-ho                      | Ep. 2                               | [ 19 ]        |
| 2007    | Chosun Police                                   | Bae Bok-geun                     |                                     |               |
| 2007-08 | First Wives' Club                               | Na Hwa-shin                      | 104 episodios                       |               |
| 2008    | Tazza                                           | Myung-soo                        |                                     |               |
| 2009    | Cain and Abel                                   | Jo Hyun-taek                     |                                     |               |
| 2009    | The Slingshot                                   | Kim Wook                         |                                     |               |
| 2009    | Cinderella Man                                  | Padre de Lee Joon-hee            | Ep. 16 - Aparición especial         |               |
| 2009    | Swallow the Sun                                 | Lee Soo-chang                    |                                     |               |
| 2009    | Temptation of an Angel                          | Detective                        | 2 episodios - Aparición especial    |               |
| 2009-10 | Three Brothers                                  | Kim Geon-kang                    | 70 episodios                        |               |
| 2010    | Sungkyunkwan Scandal                            | Jeong Yak-yong                   |                                     |               |
| 2010    | Chosun Police Season 3                          | Bae Bok-geun                     | Ep. 2 - Aparición especial          |               |
| 2010    | Jo Eun Ji's Family                              | Tae-pyeong                       | 1 episodio                          |               |
| 2011    | My Princess                                     | Rey Soon-jong, Emperador Yunghui |                                     |               |
| 2011    | Royal Family                                    | Jo Dong-jin                      |                                     |               |
| 2011    | Protect the Boss                                | Prestamista                      | Ep. 1                               |               |
| 2011    | Living in Style                                 | -                                |                                     |               |
| 2011    | Glory Jane                                      | Yoon Il-goo                      |                                     |               |
| 2011    | I Live in Cheongdam-dong                        | Ahn Nae-sang                     |                                     |               |
| 2011-12 | High Kick: Revenge of the Short Legged          | Ahn Nae-sang                     | 123 episodios                       |               |
| 2012    | Moon Embracing the Sun                          | Rey Sung-jo                      |                                     |               |
| 2012    | God's Quiz Season 3                             | Det. Bae Tae-shik                | 12 episodios                        |               |
| 2012    | May Queen                                       | Chun Hong-chul                   |                                     |               |
| 2012    | Family Photo                                    | Han Sang-tae                     | 2 episodios                         | [ 20 ]        |
| 2012    | Pandemonium                                     | Im Young-nam                     | Drama Special - 1 episodio          |               |
| 2013    | 7th Grade Civil Servant                         | Kim Won-seok                     |                                     |               |
| 2013    | All About My Romance                            | Song Gyo-soo                     |                                     |               |
| 2013    | Wonderful Mama                                  | Jang Ki-nam                      |                                     |               |
| 2013    | Monstar                                         | Han Ji-woong                     | 12 episodios                        |               |
| 2013    | Ugly Alert                                      | Gong Sang-man                    |                                     |               |
| 2013    | Welcome to Royal Villa                          | -                                |                                     | [ 21 ]        |
| 2013    | Potato Star 2013QR3                             | Fotógrafo                        | Ep. 87 - Aparición especial         |               |
| 2013    | Medical Top Team                                | Dr. Jang Yong-seop               |                                     |               |
| 2013    | Golden Rainbow                                  | Chun Eok-jo                      | 41 episodios                        |               |
| 2013    | Infinite Power                                  | Han Won-shik                     | 6 episodios                         |               |
| 2014    | Wonderful Days                                  | -                                |                                     |               |
| 2014    | Jang Bo-ri is Here!                             | Jang Soo-bong                    |                                     |               |
| 2014    | Yoo-na's Street (Steal Heart)                   | Bong Dal-ho                      |                                     |               |
| 2014    | The Tale of the Bookworm                        | Heo-gyun                         | Drama Special - 1 episodio          |               |
| 2014    | The Diary of Heong Yeong Dang                   | -                                | Drama Festival - 1 episodio         |               |
| 2014-15 | Maids                                           | Lee Bang-won, Rey Taejong        |                                     |               |
| 2015    | Kill Me, Heal Me                                | Cha Joon-pyo                     |                                     |               |
| 2015    | Run Towards Tomorrow                            | Kang Ga-deuk                     | 2 episodios                         |               |
| 2015    | Love on a Rooftop                               | Yoon Dae-ho                      | 101 episodios                       |               |
| 2015    | Splendid Politics                               | Gyeoson Ho-gyon                  |                                     |               |
| 2015    | Because It's the First Time                     | Padre de Yoon Tae-oh             |                                     |               |
| 2015    | Songgot: The Piercer                            | Goo Go-shin                      | 12 episodios                        |               |
| 2015-16 | My Daughter, Geum Sa-wol                        | Joo Ki-hwang                     |                                     |               |
| 2016    | Happy Home                                      | Kim Min-seok                     |                                     |               |
| 2016    | Entertainer                                     | Byung Sa-jang                    |                                     |               |
| 2016    | You Are a Gift                                  | Profesor Han                     |                                     |               |
| 2016    | 38 Revenue Collection Unit                      | Cheon Gap-soo                    |                                     |               |
| 2016    | Love in the Moonlight                           | Jeong Yak-yong                   |                                     |               |
| 2016    | Golden Pouch                                    | Geum Jung-do                     |                                     |               |
| 2016    | My Fair Lady                                    | Padre de Mo Hwi-hul              |                                     |               |
| 2016-17 | Solomon's Perjury                               | Det. Go Sang-joong               |                                     |               |
| 2017    | Rebel: Thief Who Stole the People               | Song Do-hwan                     |                                     | [ 22 ] [ 23 ] |
| 2017    | Sister Is Alive                                 | Na Dae-in                        |                                     |               |
| 2017    | Temperature of Love                             | On Hae-kyung                     |                                     |               |
| 2017-18 | Just Between Lovers                             | Ha Dong-chul                     |                                     |               |
| 2018    | Misty                                           | Det. Kang Ki-joon                | 16 episodios                        | [ 24 ]        |
| 2018    | Lawless Lawyer                                  | Choi Dae-woong                   |                                     |               |
| 2018    | Miss Hammurabi                                  | Juez                             |                                     |               |
| 2018    | Your Honor                                      | Juez                             | Ep. 32 - Aparición especial         |               |
| 2018    | The Guest                                       | Yang Yoon-mo                     |                                     |               |
| 2018    | Heart Surgeons                                  | Koo Hee-dong                     |                                     |               |
| 2018    | The Last Empress                                | Detective                        | 2 episodios - Aparición especial    |               |
| 2018    | Less Than Evil                                  | Comisionado General              | Ep. 3 - Aparición especial          |               |
| 2019    | Liver or Die                                    | Esposo                           | Aparición especial                  |               |
| 2019    | Blessing of the Sea                             | Shim Hak-kyu                     | 121 episodios                       |               |
| 2019    | Legal High                                      | Seo Dong-soo                     | 4 episodios - Aparición especial    |               |
| 2019    | The Light in Your Eyes                          | Kim Dae-sang                     |                                     |               |
| 2019    | The Banker                                      | Yook Kwan-shik                   |                                     | [ 25 ]        |
| 2019    | Beautiful World                                 | Doctor                           | 2 episodios - Aparición especial    |               |
| 2019    | Designated Survivor: 60 Days                    | Kang Sang-goo                    |                                     |               |
| 2019    | Luwak Human                                     | Jung Cha-sik                     | Drama Festa - 2 episodios           |               |
| 2019    | My Country                                      | Nam-jeon                         | 16 episodios                        |               |
| 2020    | Hi Bye, Mama!                                   | Doctor Jang                      |                                     |               |
| 2020    | Welcome                                         | Kim Soo-pyeong                   |                                     |               |
| 2020    | Eccentric! Chef Moon                            | Im Chul-young                    |                                     | [ 26 ]        |
| 2020    | Hacia el círculo                                | Jo Maeng-deok                    | 16 episodios                        |               |
| 2020    | 18 Again                                        | Moon Sang-hwi                    |                                     |               |
| 2020    | The Probability of Going From Friends to Lovers | Lee Young-hwan                   |                                     |               |
| 2020    | Do Do Sol Sol La La Sol                         | Secretario Moon                  | Ep. 1, 3, 13 - aparición especial   |               |
| 2020    | Mi peligrosa esposa                             | Det. Noh Chang-beom              |                                     | [ 27 ] [ 28 ] |
| 2020-21 | Blade of the Phantom Master                     | Jang Tae-seung                   |                                     |               |
| 2021    | A Good Supper                                   | Padre de Gyung-soo               | Invitado                            |               |
| 2021    | L.U.C.A.: The Beginning                         | Ryu Joong-kwon                   |                                     |               |
| 2021    | Mouse                                           | Park Du-seok                     |                                     |               |
| 2021    | Law School                                      | Seo Byeong-joo                   |                                     |               |
| 2021    | On the Verge of Insanity                        | Roh Byung-guk                    |                                     | [ 29 ]        |
| 2021    | The Devil Judge                                 | Min Jeong-ho                     |                                     | [ 30 ]        |
| 2021    | The Road: Tragedy of One                        | Choi Nam-gyu                     |                                     |               |
| 2021    | Nap on the Desert                               | Lee Hyeong-jae                   | Drama Special                       | [ 31 ]        |
| 2022    | Joseon Psychiatrist Yoo Se-poong                | Rey de Joseon                    | Episodio n.º 1 - aparición especial | [ 32 ]        |
| 2022    | Curtain Call                                    | Médico                           | Aparición especial                  | [ 33 ]        |
| 2022-23 | Cómo desbloquear a mi jefe                      | Park Jae-chun                    |                                     | [ 34 ]        |
| 2023    | Pandora: Beneath the Paradise                   | Jang Geum-mo                     |                                     | [ 35 ]        |
| 2023    | Llámalo amor                                    | Shim Cheol-min                   |                                     | [ 36 ]        |
| 2023    | La pensión romántica secreta                    | Shin Won-ho                      |                                     | [ 37 ]        |
| 2023    | Hermanos milagrosos                             | Lee Byung-man                    |                                     | [ 38 ]        |
| 2023    | Delightfully Deceitful                          | Yeon Tae-hun                     |                                     | [ 39 ] [ 40 ] |
| 2023    | Mi mentiroso adorable                           | Mok Tae-seop                     |                                     | [ 41 ]        |
| 2024    | Black Out                                       | Chang-su                         |                                     | [ 42 ] [ 43 ] |
| 2025    | La bruja                                        | Padre de Mi-jeong                |                                     | [ 44 ]        |
| 2025    | Undercover High School                          | Vecino que presta sus muebles    | Aparición especial                  | [ 45 ]        |
| 2025    | El palacio embrujado                            | Choi Won-woo                     |                                     | [ 46 ]        |
| 2025    | ¡Oh, mis clientes fantasmas!                    | Oh Jang-geun                     | Aparición especial, ep. 5-6         | [ 47 ]        |

### Películas
| Año  | Título                                 | Personaje                     | Notas                                                                                        |
| ---- | -------------------------------------- | ----------------------------- | -------------------------------------------------------------------------------------------- |
| 1997 | Timeless, Bottomless                   | Vagabundo                     |                                                                                              |
| 2000 | Masterpiece Of Love                    | -                             |                                                                                              |
| 2002 | Public Enemy                           | Detective Lee                 |                                                                                              |
| 2002 | Jungle Juice                           | -                             |                                                                                              |
| 2002 | Oasis                                  | Hong Jong-il                  | Junto a Sol Kyung-gu, Moon So-ri, Ryoo Seung-wan y Son Byong-ho                              |
| 2002 | Desire                                 | Gyu-min                       |                                                                                              |
| 2003 | Scent of Love                          | Maestro de Matemáticas        |                                                                                              |
| 2003 | Once Upon a Time in a Battlefield      | Kim Beob-min                  | Junto a Park Joong-hoon, Jung Jin-young, Lee Moon-sik, Lee Won-jong y Kim Byung-chul         |
| 2004 | Once Upon a Time in High School        | Maestro de Matemáticas        | Junto a Kwon Sang-woo, Han Ga-in, Lee Jung-jin, Lee Jong-hyuk y Chun Ho-jin                  |
| 2004 | When I Turned Nine                     | Mtro. Tam-im                  |                                                                                              |
| 2004 | To Catch a Virgin Ghost                | "Mutt"                        |                                                                                              |
| 2004 | R-Point                                | Capitán Kang                  | Junto a Kam Woo-sung, Son Byong-ho, Park Sang-won, Lee Sun-kyun y Kim Byeong-cheol           |
| 2005 | Marathon                               | Hee-geun                      | Junto a Jo Seung-woo, Kim Mi-sook, Lee Ki-young y Baek Sung-hyun                             |
| 2006 | Forbidden Quest                        | Rey                           | Junto a Han Suk-kyu, Lee Beom-soo, Kim Min-jung, Oh Dal-su, Woo Hyun y Kim Byeong-ok         |
| 2006 | Mission Sex Control                    | Chang-soo                     | Junto a Kim Jung-eun, Lee Beom-soo, Byun Hee-bong, Jeon Mi-seon y Kim Young-woong            |
| 2006 | Never to Lose                          | Director Park                 |                                                                                              |
| 2007 | Paradise Murdered                      | Reportero Lee                 | Junto a Park Hae-il, Park Sol-mi, Sung Ji-ru, Park Won-sang, Lee David y Yoo Hye-jung        |
| 2007 | Someone Behind You                     | Maestro de Kim Ga-in          | Junto a Yoon Jin-seo, Park Ki-woong, Lee Ki-woo, Kim So-eun, Jeong Yu-mi y Oh Yeon-seo       |
| 2008 | Fate                                   | Cha Kang-sub                  |                                                                                              |
| 2009 | Thirsty                                | So Boo-jang                   |                                                                                              |
| 2010 | Poetry                                 | Padre de Ki-beom              | Junto a Yun Jeong-hee, Lee David, Kim Hi-ra y Park Myeong-sin                                |
| 2011 | The Cane                               | Doo-yul                       |                                                                                              |
| 2012 | Boy                                    | Padre                         | Junto a Yeon Joon-seok, Lee Seung-yeon, Ahn Jae-hong y Ryu Hyun-kyung                        |
| 2012 | Grape Candy                            | Mánager Park                  |                                                                                              |
| 2013 | Love Clinique                          | Cliente en el Puesto          |                                                                                              |
| 2013 | One Perfect Day                        | Padre de Un-cheol             | Junto a Yoon Kye-sang, Park Shin-hye, Park Soo-jin y Kim Beop-rae                            |
| 2014 | Tumbleweed                             | Do-suk                        |                                                                                              |
| 2014 | The Pirates                            | Jung Do-jun                   | Junto a Son Ye-jin, Park Chul-min, Kim Nam-gil, Kim Won-hae, Sulli, Oh Dal-su y Park Hae-soo |
| 2016 | The Last Princess                      | Kim Hwang-jin                 | Junto a Son Ye-jin, Park Hae-il, Ra Mi-ran, Jung Sang-hoon, Park Joo-mi y Kim Dae-myung      |
| 2017 | It's Okay Because You Are My Dad       | -                             | Junto a Jeon Mi-seon y Kwon Hae-sung                                                         |
| 2018 | Detective K: Secret of the Living Dead | Bang Hyo-in                   | Junto a Kim Myung-min, Oh Dal-su, Kim Ji-won, Kim Bum y Park Geun-hyung                      |
| 2018 | The Soup                               | Hermano de Jae-goo            | Junto a Shin Jung-geun, Yoon Park, Gi Ju-bong y Shin Cheol-jin                               |
| 2019 | I Killed My Wife                       | Choi Dae-yeon                 | Junto a Lee Si-eon, Kim Ki-doo, Wang Ji-hye, Jeong Hyun y Seo Ji-young                       |
| 2020 | Beyond That Mountain                   | Padre de Stephen Kim Sou-hwan |                                                                                              |
| 2020 | Steel Rain 2: Summit                   | Ministro de Defensa Nacional  |                                                                                              |
| 2023 | 12.12: The Day                         | Tte. Gral. Han Young-gu       | Junto a Hwang Jung-min, Jung Woo-sung, Lee Sung-min, Park Hae-joon y Kim Sung-kyun           |

### Programas de variedades
| Año  | Programa                               | Personaje | Notas                  |
| ---- | -------------------------------------- | --------- | ---------------------- |
| 2007 | Delicious Story                        | -         |                        |
| 2013 | NSA (수사대)                           | -         |                        |
| 2015 | Welcome Back to School (Off to School) | -         | (ep. #47-50) - miembro |
| 2015 | I Live Alone                           | -         | (ep. #95) - invitado   |
| 2017 | Let's Eat Dinner Together              | -         | (ep. #62) - invitado   |
| 2018 | Busted!                                | K         | (ep. #2-10)            |
| 2019 | Busted! 2                              | K         | (ep. #1) - invitado    |

### Presentador
| Año  | Evento                | Notas                                                                        |
| ---- | --------------------- | ---------------------------------------------------------------------------- |
| 2017 | 2017 SBS Drama Awards | co-presentador de la categoría "Best Couple Award" - junto a Hwang Young-hee |

### Teatro
| Año  | Título                                   | Personaje | Notas                                                               |
| ---- | ---------------------------------------- | --------- | ------------------------------------------------------------------- |
| 2012 | If I Am With You (너와 함께라면)         | -         |                                                                     |
| 2009 | A Midsummer Night's Dream                | -         | junto a Hong Seok-cheon, Kim Hyo-jin, Choi Jin-young y Lee Moon-sik |
| 2009 | Dandelion Becomes Wind (민들레 바람되어) | -         | junto a Jung Woong-in y Cho Jae-hyun                                |
| -    | Liar                                     | -         |                                                                     |

## Premios y nominaciones
| Año  | Premios                               | Categoría                                               | Trabajo                                | Resultado |
| ---- | ------------------------------------- | ------------------------------------------------------- | -------------------------------------- | --------- |
| 2008 | 16th Korean Culture and Entertainment | Excellence Award, Drama                                 | First Wives' Club                      | Ganó      |
| 2008 | SBS Drama                             | Excellence Award, Actor in a Serial Drama; Top 10 Stars | First Wives' Club                      | Ganó      |
| 2010 | 11th Korea Visual Arts Festival       | Photogenic Award, TV Actor                              | Three Brothers                         | Ganó      |
| 2011 | MBC Entertainment                     | Popularity Award, Actor in a Comedy/Sitcom              | High Kick: Revenge of the Short Legged | Ganó      |
| 2014 | MBC Drama                             | Golden Acting Award, Actor                              | Jang Bo-ri Is Here!                    | Ganó      |
| 2017 | MBC Drama                             | Golden Acting Award, Actor in a Soap Opera              | Golden Pouch                           | Ganó      |
| 2017 | SBS Drama                             | Excellence Award, Actor in a Daily/Weekend Drama        | Sister Is Alive                        | Ganó      |
| 2021 | KBS Drama                             | Best Actor in Drama Special/TV Cinema                   | Nap on the Desert                      | Nominado  |